# Silverbeet
Silverbeet è il quarto album in studio del gruppo The Bats, pubblicato nel 1993 dalla Flying Nun Records.

## Tracce
Testi di Robert Scott, musiche di The Bats/Robert Scott.
1. Courage – 4:05
2. Sighting The Sound – 3:41
3. Too Much – 3:02
4. Slow Alight – 3:41
5. Valley Floor – 3:31
6. Love Floats Two – 5:00
7. Green – 3:55
8. No Time For Your Kind – 3:29
9. Straight On Home – 4:14
10. Before The Day – 3:38
11. Stay Away – 3:56
12. Drive Me Some Boars – 3:41
13. Half Way To Nowhere – 5:17

## Musicisti
- Paul Kean (basso, voce)
- Malcolm Grant (batteria)
- Robert Scott (voce, chitarra, tastiere)
- Kaye Woodward (voce, chitarra, tastiere)